# Yvonne Tousek
Yvonne Natalie Tousek (Kitchener, 23 de fevereiro de 1980) é uma ex-ginasta canadense, que competiu em provas de ginástica artística.
Tousek fez parte da equipe canadense que disputou os Jogos Pan-Americanos de Winnipeg, no Canadá, em 1999. Neles, foi membro da seleção campeã por equipes. Individualmente, subiu ao pódio ainda na disputa das barras assimétricas e do exercícios de solo, ambas como vencedora.